# Garanti Koza WTA Tournament of Champions 2013
Il Garanti Koza WTA Tournament of Champions 2013 è stato un torneo di tennis giocato sul cemento indoor. È stata la 5ª edizione dell'evento precedentemente chiamato Commonwealth Bank Tournament of Champions, che fa parte della categoria International nell'ambito del WTA Tour 2013. Il torneo si è giocato a Sofia in Bulgaria all'Armeets Arena tra il 29 ottobre e il 3 novembre 2013.

## Format del torneo
Il torneo è composto da 8 giocatrici (di cui due wild card) divise in due gruppi con la formula del round robin. Vi partecipano le giocatrici che hanno vinto almeno un torneo WTA International con il ranking più elevato.

## Qualificate
| WTA Ranking al 21 ottobre 2013 |                          |         |                                    |
| Testa di serie                 | Giocatrice               | Ranking | Vittorie                           |
| 1                              | Simona Halep             | 14      | Nürnberg 's-Hertogenbosch Budapest |
| 2                              | Ana Ivanović             | 16      | Wildcard                           |
| 3                              | Marija Kirilenko         | 18      | Pattaya                            |
| 4                              | Samantha Stosur          | 19      | Osaka                              |
| 5                              | Elena Vesnina            | 25      | Hobart                             |
| 6                              | Anastasija Pavljučenkova | 26      | Monterrey Oeiras                   |
| 7                              | Alizé Cornet             | 27      | Strasbourg                         |
| 8                              | Cvetana Pironkova        | 118     | Wildcard                           |

## Testa a testa
|   |                          | Halep | Ivanović | Kirilenko | Stosur | Vesnina | Pavljučenkova | Cornet | Pironkova | Generale |
| 1 | Simona Halep             |       | 0–1      | 1–0       | 2–3    | 1–0     | 3–0           | 0–1    | 0–0       | 7–5      |
| 2 | Ana Ivanović             | 1–0   |          | 4–2       | 2–4    | 2–1     | 5–0           | 1–1    | 1–1       | 16–9     |
| 3 | Marija Kirilenko         | 0–1   | 2–4      |           | 3–4    | 4–0     | 1–2           | 0–3    | 1–0       | 11–14    |
| 4 | Samantha Stosur          | 3–2   | 4–2      | 4–3       |        | 1–2     | 1–1           | 4–2    | 1–0       | 18–12    |
| 5 | Elena Vesnina            | 0–1   | 1–2      | 0–4       | 2–1    |         | 0–2           | 1–3    | 0–0       | 4–13     |
| 6 | Anastasija Pavljučenkova | 0–3   | 0–5      | 2–1       | 1–1    | 2–0     |               | 3–0    | 0–2       | 7–12     |
| 7 | Alizé Cornet             | 1–0   | 1–1      | 3–0       | 2–4    | 3–1     | 0–3           |        | 1–1       | 11–10    |
| 8 | Cvetana Pironkova        | 0–0   | 1–1      | 0–1       | 0–1    | 0–0     | 2–0           | 1–1    |           | 4–4      |

## Punti e montepremi
Il montepremi del Garanti Koza WTA Tournament of Champions 2013 ammonta a 750,000 $.
| Turno                    | Montepremi | Punti    |
| ------------------------ | ---------- | -------- |
| Campionessa              | +190,000 $ | RR + 195 |
| Finalista                | +65,000 $  | RR +75   |
| Semifinaliste            | +10,000 $  | RR       |
| Round Robin (3 vittorie) | 80,000 $   | 180      |
| Round Robin (2 vittorie) | 65,000 $   | 145      |
| Round Robin (1 vittoria) | 50,000 $   | 110      |
| Round Robin (0 vittorie) | 35,000 $   | 75       |
| Alternate                | 7,500 $    | -        |

## Campionessa
Simona Halep ha sconfitto in finale  Samantha Stosur per 2-6, 6-2, 6-2.
- È il sesto titolo in carriera per la Halep.

## Sito ufficiale
- Sito ufficiale, su sofia-tennis.bg. URL consultato il 27 ottobre 2013 (archiviato dall'url originale il 1º maggio 2012).